# André Lerond
André Lerond (Le Havre, 6 dicembre 1930 – Bron, 8 aprile 2018) è stato un calciatore francese, di ruolo difensore.

## Carriera
Giocò in Division 1 per Lione e Stade Français.

## Palmarès

### Individuale
- Calciatore francese dell'anno: 1

1962